# Megalyn Echikunwoke
Megalyn Echikunwoke (Spokane, Washington; 28 de mayo de 1983) es una actriz estadounidense. Es conocida por haber interpretado a Tara Price en CSI: Miami, a Isabelle Tyler en Los 4400 y a Mari Jiwe McCabe / Vixen en la serie Vixen.

## Biografía
Echikunwoke nació en Spokane, Washington, de padre nigeriano  y madre inglesa, irlandesa y alemana.
Echikunwoke comenzó su carrera interpretando a Elizabeth Gibson en la miniserie Creature. En 2001 fue elegida para dar vida a Cherish Pardee en Spyder Games. Obtuvo un papel recurrente en la primera temporada de 24, interpretando a Nicole Palmer. En 2006 obtuvo un rol principal en la serie Los 4400 como Isabelle Tyler y en 2008 fue contratada para dar vida a la doctora Tara Price en CSI: Miami. También apareció como estrella invitada en ER, Buffy the Vampire Slayer, Veronica Mars, That '70s Show y Supernatural.
En 2009 obtuvo un papel recurrente en la serie de TNT Raising the Bar. También participó en series de televisión tales como Law & Order: Special Victims Unit, 90210, House of Lies y The Following, así como la película A Good Day to Die Hard.
En febrero de 2015, Echikunwoke fue elegida para interpretar a Simone Baptiste en la serie de A&E Damien, junto a Bradley James. Asimismo, el 1 de julio de 2015, se reveló que prestaría su voz para el personaje principal de la serie animada Vixen, basada en la historia del personaje del mismo nombre de DC Comics. El 18 de diciembre se reveló que interpretaría al personaje en carne y hueso durante el décimo quinto episodio de la cuarta temporada de Arrow.
Es prima de la atleta Annette Echikunwoke.

## Filmografía
| Cine        | Cine                              | Cine                   | Cine                                               |
| Año         | Película                          | Rol                    | Notas                                              |
| ----------- | --------------------------------- | ---------------------- | -------------------------------------------------- |
| 1999        | Funny Valentines                  | Lauren                 |                                                    |
| 2004        | Great Lengths                     | Elena                  | Cortometraje                                       |
| 2006        | Camjackers                        | Sista Strada Cast      |                                                    |
| 2008        | Fix                               | Carmen                 |                                                    |
| 2008        | Who Do You Love?                  | Ivy Mills              |                                                    |
| 2011        | Damsels in Distress               | Rose                   |                                                    |
| 2011        | Free Hugs                         | Megan                  | Cortometraje                                       |
| 2013        | A Good Day to Die Hard            | Reportera linda        |                                                    |
| 2014        | Electric Slide                    | Jean                   |                                                    |
| 2014        | Night Swim                        | Eve                    | Cortometraje                                       |
| 2018        | Night School                      | Lisa                   |                                                    |
| 2018        | Step Sisters                      | Jamilah                |                                                    |
| 2019        | Late Night                        |                        |                                                    |
| Televisión  |                                   |                        |                                                    |
| Año         | Título                            | Rol                    | Notas                                              |
| 1998        | Creature                          | Elizabeth Gibson       | Miniserie                                          |
| 1998        | The Steve Harvey Show             | Allison Hightower      | Episodio "Uncle Steve"                             |
| 2000        | Malibu, CA                        | Randy                  | Episodio "Three Dudes and a Baby"                  |
| 2001        | Spyder Games                      | Cherish Pardee         | Elenco principal                                   |
| 2001-2002   | 24                                | Nicole Palmer          | Personaje recurrente, 6 episodios                  |
| 2002        | Sheena                            | Janel                  | Episodio "Coming to Aftrica"                       |
| 2002        | ER                                | Terry Welch            | Episodio "Bygone"                                  |
| 2002        | For the People                    | Claudia Gibson         | 2 episodios                                        |
| 2002        | What I Like About You             | Karen                  | Episodio "The Parrot Trap"                         |
| 2002        | B.S.                              | Shannon Cross          | Película para televisión                           |
| 2003        | Buffy the Vampire Slayer          | Vaughne                | Episodio "The Killer in Me"                        |
| 2003-2004   | Like Family                       | Danika Ward            | Elenco principal                                   |
| 2004        | Veronica Mars                     | Rain                   | Episodio "Drinking the Kool-Aid"                   |
| 2004-2005   | That '70s Show                    | Angie Barnett          | Personaje recurrente, 8 episodios                  |
| 2005        | Hitched                           | Christina              | Película para televisión                           |
| 2006        | Supernatural                      | Cassie Robinson        | Episodio "Route 666"                               |
| 2006-2007   | Los 4400                          | Isabelle Tyler         | Elenco principal                                   |
| 2008        | The Game                          | Cheyenne               | Episodio "Take These Vows and Shove 'Em!"          |
| 2008-2009   | CSI: Miami                        | Dr. Tara Price         | Elenco principal                                   |
| 2009        | Raising the Bar                   | Amelia Mkali           | 3 episodios                                        |
| 2009        | Law & Order: Special Victims Unit | Nicole Gleason         | Episodio "Anchor"                                  |
| 2011-2012   | 90210                             | Holly Strickler        | Elenco recurrente                                  |
| 2012        | House of Lies                     | April                  | Elenco recurrente                                  |
| 2012        | Beautiful People                  | Monica                 | Película para televisión                           |
| 2012        | Made in Jersey                    | Riley Parker           | Elenco principal                                   |
| 2014        | American Dad!                     | Angie                  | Episodio "Introducing the Naughty Stewardess", voz |
| 2014        | Mind Games                        | Megan Shane            | Elenco principal                                   |
| 2015        | The Following                     | Penny                  | 4 episodios                                        |
| 2016        | Arrow                             | Mari Jiwe McCabe/Vixen | 1 episodio                                         |
| 2016        | Damien                            | Simone Baptiste        | Elenco principal                                   |
| 2017        | Ghosted                           | Natalie                | Episodio "Whispers"                                |
| 2017        | White Famous                      | Sadie                  | 4 episodios                                        |
| 2019-20     | Almost Family                     | Edie Palmer            | Elenco principal                                   |
| 2021        | Into the Dark                     | Esme Rawls             | Episodio "Blood Moon"                              |
| Series web  |                                   |                        |                                                    |
| Año         | Título                            | Rol                    | Notas                                              |
| 2015-2016   | Vixen                             | Mari Jiwe McCabe/Vixen | Voz, 12 episodios                                  |
| 2018        | Freedom Fighters: The Ray         | Mari Jiwe McCabe/Vixen | Voz, 2 episodios                                   |
| Videojuegos |                                   |                        |                                                    |
| Año         | Título                            | Rol                    | Notas                                              |
| 2017        | Injustice 2                       | Mari McCabe/Vixen      | Voz                                                |
| 2018        | Lego DC Super-Villains            | Mari McCabe/Vixen      | Voz                                                |
| 2019        | Mortal Kombat 11                  | Jacqui Briggs          | Voz                                                |
| 2019        | Heroes of the Storm               | Qhira                  | Voz                                                |